# Hydra (hold)
A Hydra (görögül Ύδρα) a 134340 Pluto törpebolygó második holdja.
A Pluto társait kereső csapat a Hubble űrtávcső segítségével fedezte föl 2005 júniusában, egyidejűleg a Nixszel. A csapat  tagjai Hal A. Weaver, Alan Stern, Max J. Mutchler, Andrew J. Steffl, Marc W. Buie, William J. Merline, John R. Spencer, Eliot F. Young, és Leslie A. Young voltak. A felfedezés alapjául szolgáló képek 2005. május 15-én és 2005. május 18-án készültek; a holdakat Max J. Mutchler 2005. június 15-én, valamint Andrew J. Steffl 2005. augusztus 15-én a korábbiaktól függetlenül szintén megtalálta. A felfedezéseket 2005. október 31-én jelentették be a megerősítést követően, miután korábbi archív felvételeken is sikerült az égitesteket kimutatni.

## Név
A Hydra eredeti elnevezése S/2005 P 1 volt, végleges nevét a görög mitológiában szereplő Hüdra nevű szörnyről kapta. A névválasztásnál figyelembe vették, hogy a H betű utaljon a felfedezéshez használt Hubble-ra, illetve a Nix és a Hydra kezdőbetűi megegyezzenek a Plutóhoz induló  New Horizons nevű küldetés nevének kezdőbetűivel.

## Érdekességek
A Hydra a Plutótól körülbelül 2-3-szor nagyobb távolságra kering, mint az 1978-ban felfedezett Charon, fényessége körülbelül annak 5 ezredrésze. A New Horizons küldetés a Pluto mellett a Hydrát, a Charont és a Nixet is meglátogatta 2015. július 14-én.

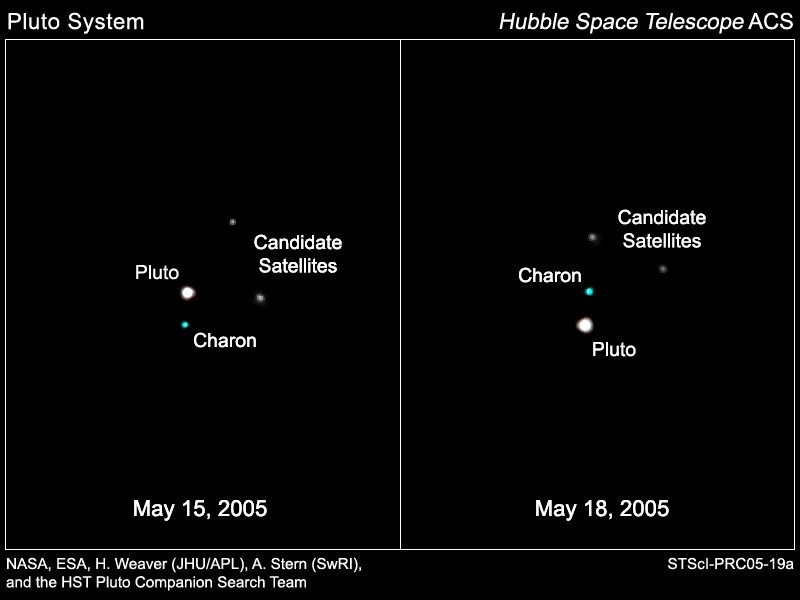
A képek, melyeken felfedezték a Hydrát
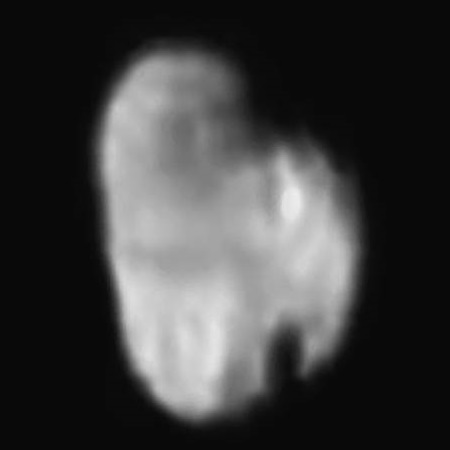
A New Horizons űrszonda fényképe a Hydráról